# Aglais caschmirensis

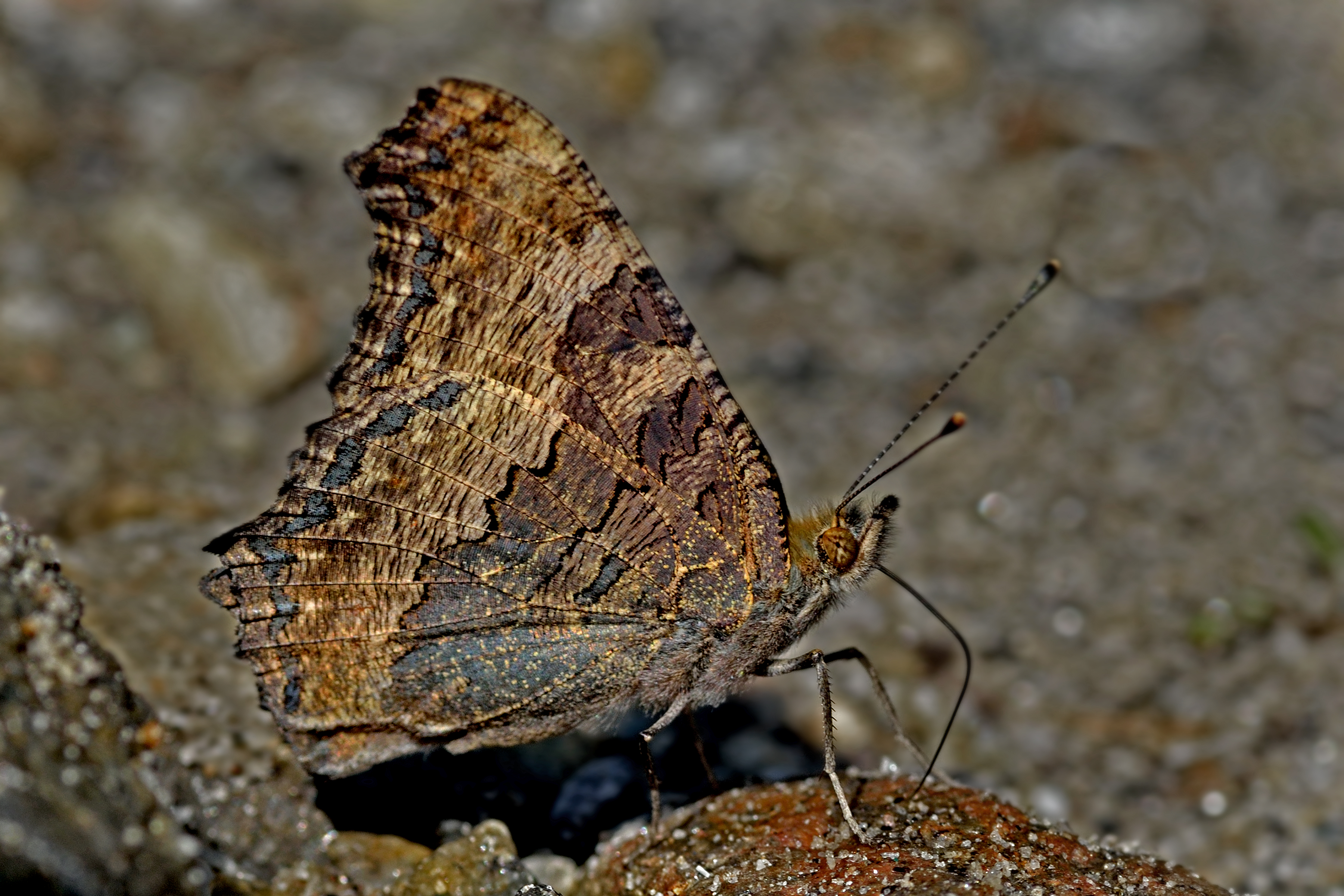
Aglais caschmirensis, Flügelunterseite

Aglais caschmirensis (Syn.: Nymphalis caschmirensis) ist ein Schmetterling (Tagfalter) aus der Familie der Edelfalter (Nymphalidae). Der Artname bezieht sich auf Kaschmir, eine Region, in der die Art vorkommt.

## Merkmale

### Falter
Die Flügelspannweite der Falter beträgt in der Regel 45 bis 52 Millimeter. Der Außenrand der Vorderflügel verläuft glatt und ist meist leicht konkav eingezogen. Die Grundfarbe der Oberseite aller Flügel ist mehrfarbig. Die Basal- und Diskalregion sind hell- bis dunkelbraun, die Postdiskal- und Submarginalregion sind orangegelb bis orangerot. Am Vorderrand befinden sich abwechselt große schwarze und gelbbraune Flecke sowie in der Nähe des Apex ein hellblauer Fleck. Der Saum beider Flügelpaare ist schwarzbraun und auf den Hinterflügeln mit undeutlichen, meist blassen blauen Flecken gefüllt. Es treten sowohl insgesamt kräftig farblich gezeichnete als auch insgesamt verdunkelte Exemplare auf. Die Flügelunterseite zeigt in der Basal- und Diskalregion eine zeichnungslose dunkel-, in der Postdiskal- und Submarginalregion eine hellbraune Grundfarbe.

### Erste Stände
Das Weibchen legt die Eier in Anzahl an der Unterseite von Brennnesselblättern (Urtica) ab. Die aus den Eiern schlüpfenden Jungraupen leben gesellig. Erwachsene Raupen sind schwarz, fein weiß gefleckt und besitzen weiße und gelbe Seitenlinien, bläuliche Warzen, weißliche Haare sowie schwarze, verzweigte Dornen. Die Stürzpuppe zeigt eine große Spitze am Rücken, deren zwei am Kopf sowie mehrere kleinere am Hinterleib. Sie tritt in vier verschiedenen Farben auf: Gold, Rot, Grün und Braun. Die dominierende Farbe ist Gold, die seltenste Grün.

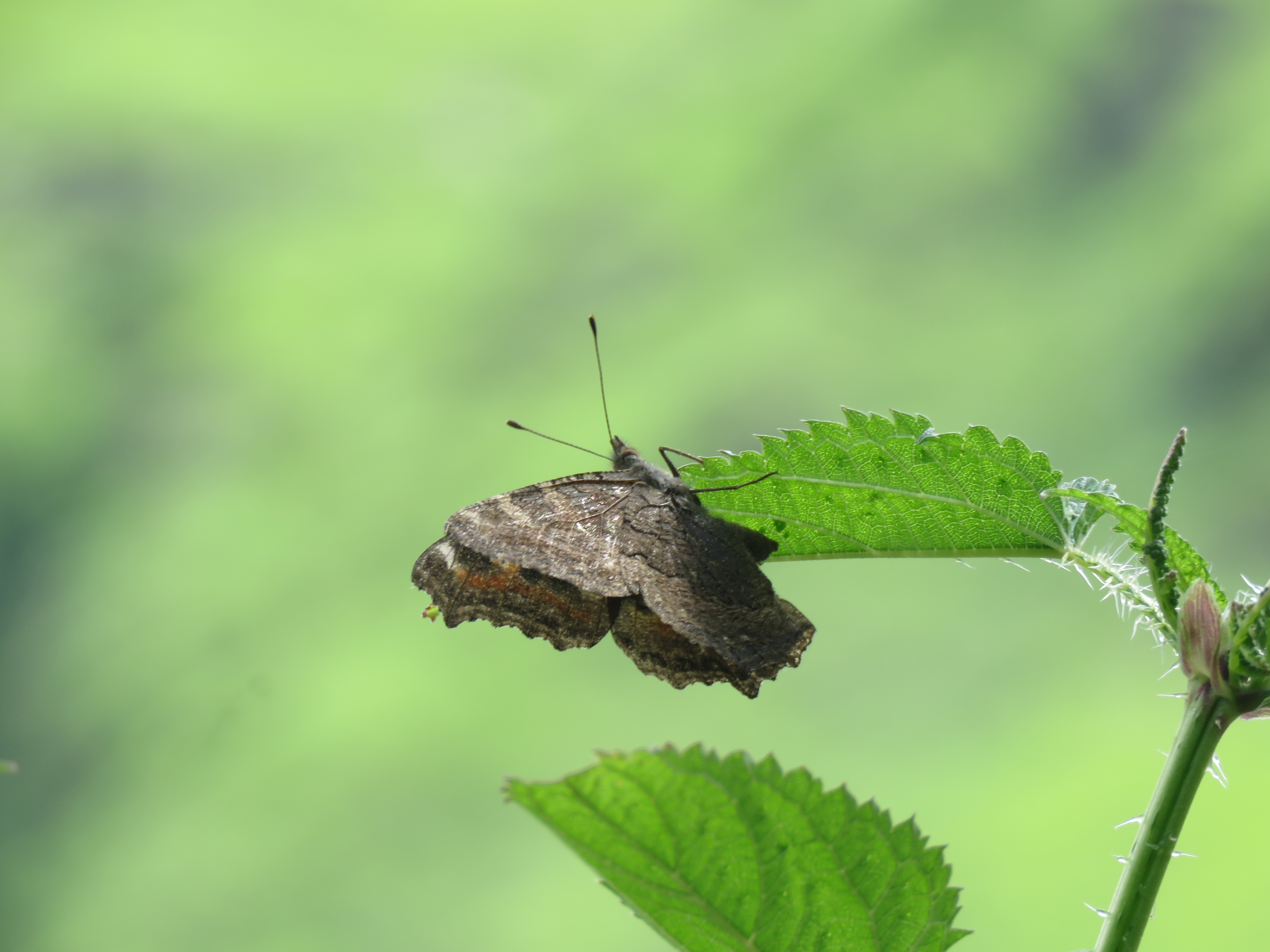
Eierlegendes Weibchen
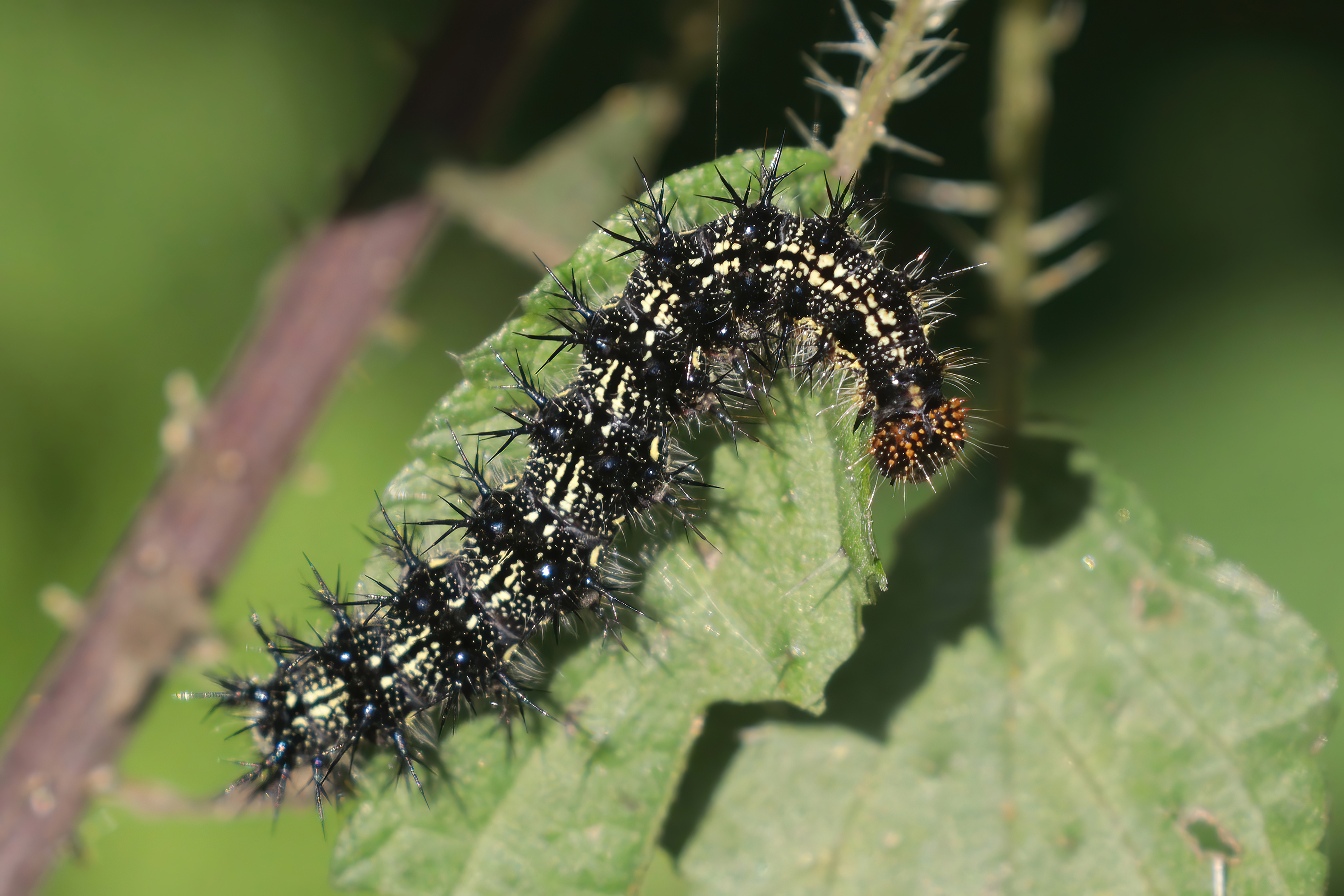
Ausgewachsene Raupe

## Ähnliche Arten
Im Lebensraum von Aglais caschmirensis kommen drei weitere Aglais-Arten vor.
- Der Kleine Fuchs (Aglais urticae) und Aglais ladakensis zeigen deutliche blaue Flecken im Saum der Hinterflügel.
- Aglais rizana ist meist blasser und weniger markant gefärbt und unterscheidet sich durch den leicht gezackten Vorderflügelaußentand.
- Bei allen drei ähnlichen Arten verläuft der Außenrand der Vorderflügel gerade.

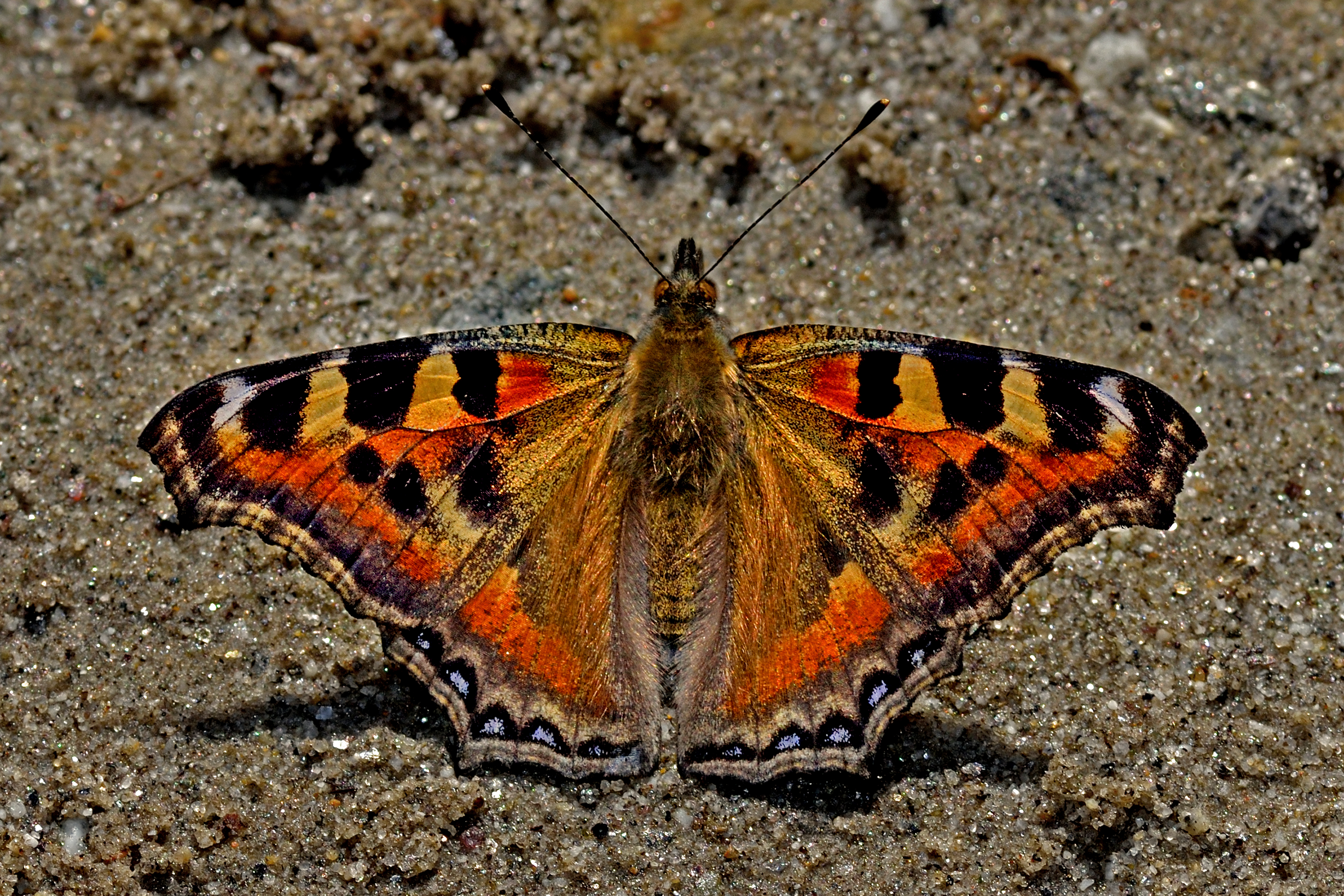
Aglais caschmirensis
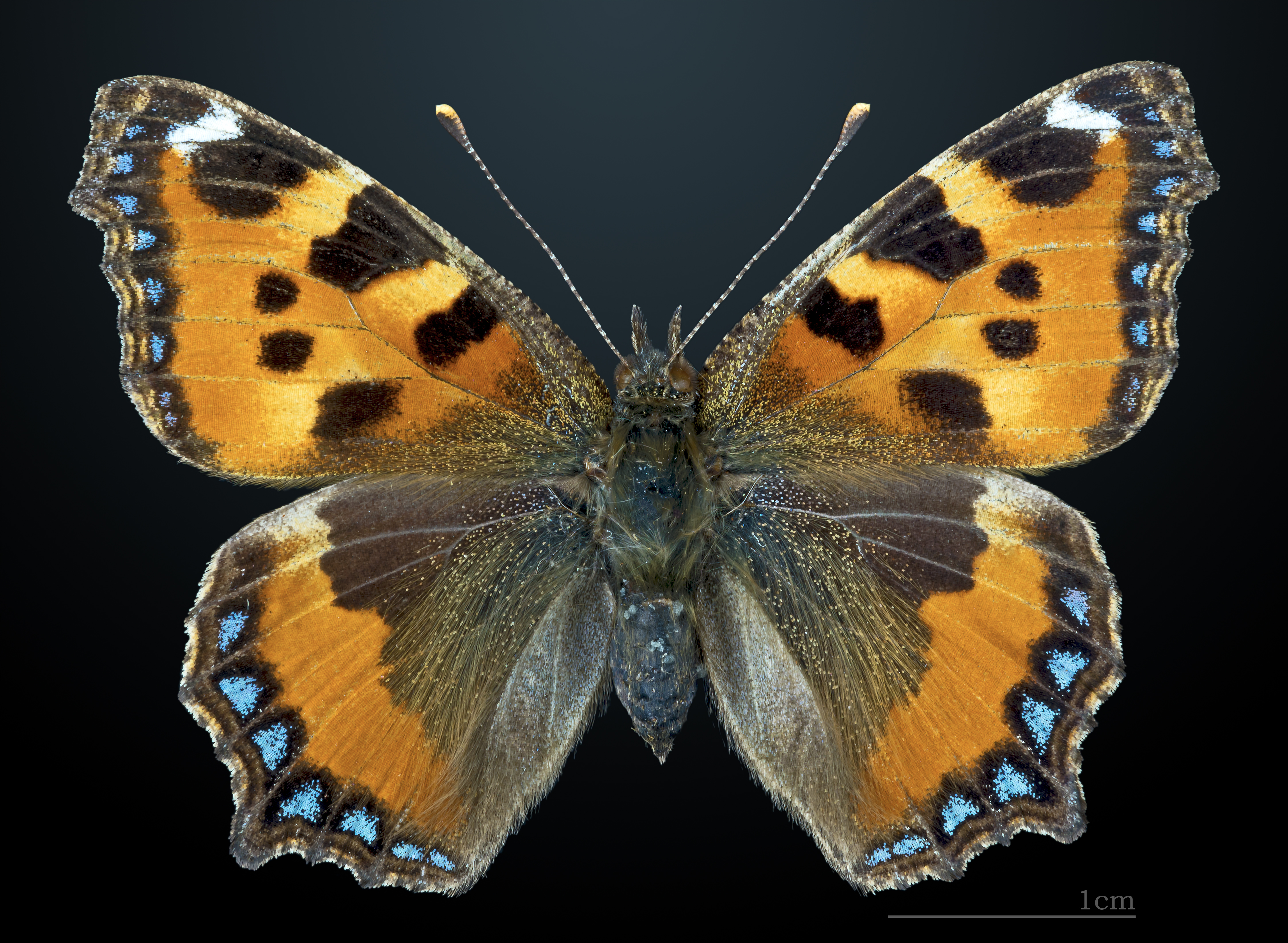
Aglais urticae
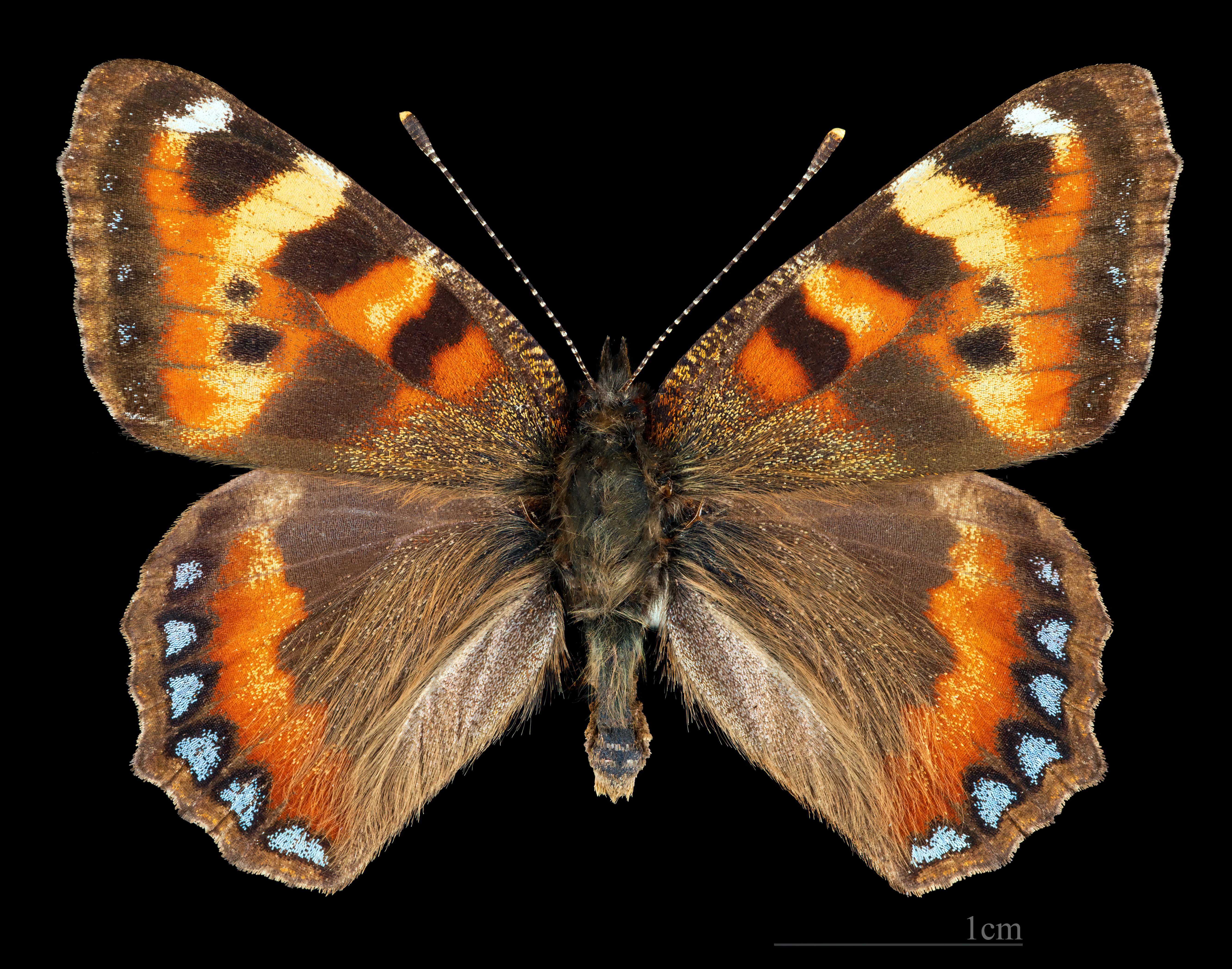
Aglais ladakensis
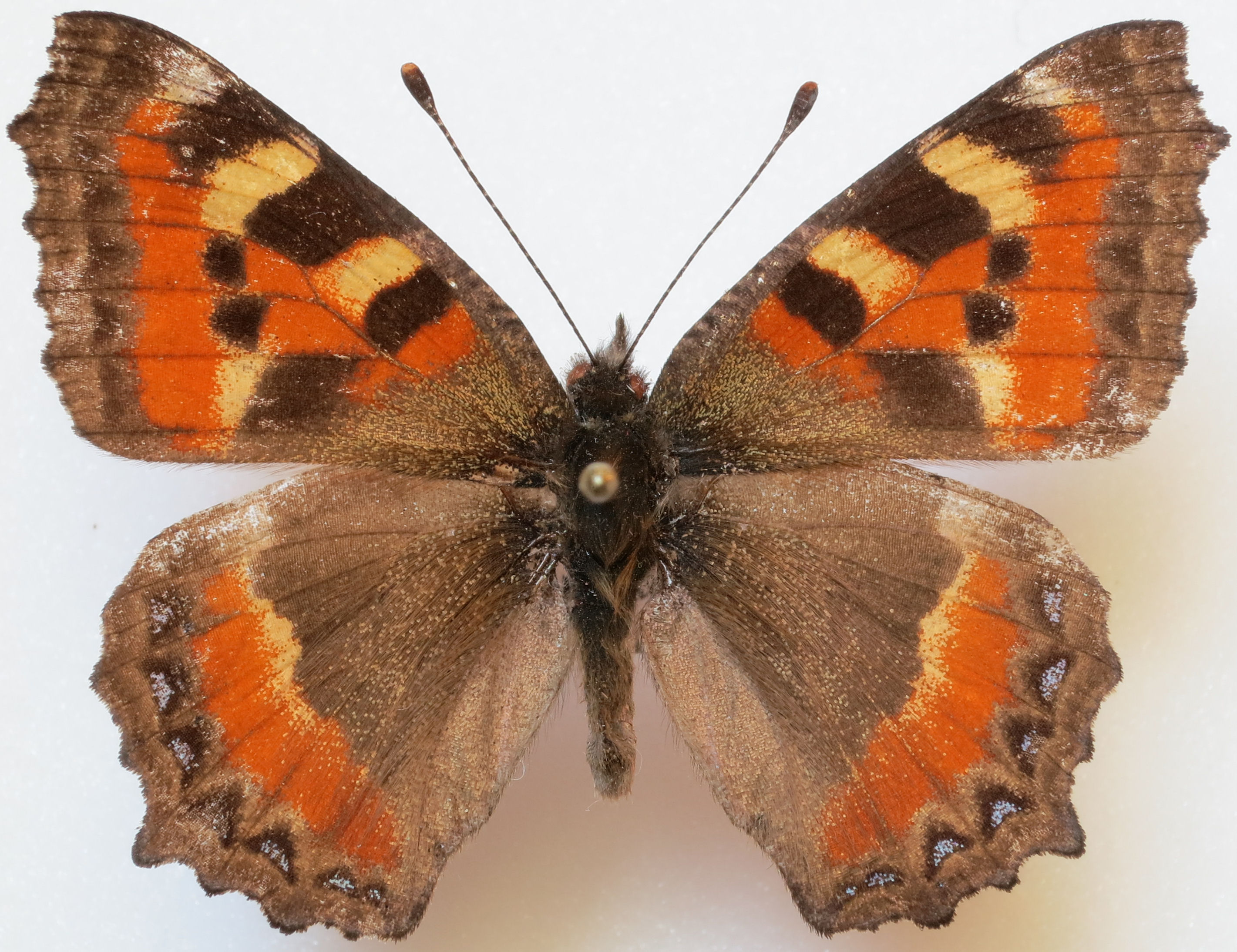
Aglais rizana

## Verbreitung und Vorkommen
Die Art kommt im Himalayagebiet verbreitet vor. Neben der Nominatform Aglais caschmirensis caschmirensis lebt die Unterart Aglais caschmirensis nixa im Pamir-, Hissan- und Alaigebirge sowie in Afghanistan, Pakistan und Westchina. Bevorzugter Lebensraum sind Waldränder sowie subalpine Vegetationsgürtel in Höhenlagen zwischen 1400 und 4000 Metern.

## Lebensweise
Die Falter fliegen je nach den klimatischen Bedingungen zwischen April und Oktober in mehreren Generationen pro Jahr. Sie saugen Nektar an Blüten und ruhen gerne auf steinigem Untergrund. Die Weibchen legen die Eier in Gruppen auf der Unterseite der Blätter der Nahrungspflanze ab. Die gesellig lebenden Raupen ernähren sich überwiegend von den Blättern der Großen Brennnessel (Urtica dioica). Zuweilen treten sie in großer Anzahl schädlich auf und fressen dann ausgedehnte Brennesselbestände kahl.